# Dacnusa pubescens
Dacnusa pubescens é uma espécie de insetos himenópteros, mais especificamente de vespas parasíticas pertencente à família Braconidae.
A autoridade científica da espécie é Curtis, tendo sido descrita no ano de 1826.
Trata-se de uma espécie presente no território português, nomeadamente no Arquipélago da Madeira.